# Флоренс (Алабама)
Флоренс (англ. Florence) — місто (англ. city) в США, в окрузі Лодердейл штату Алабама. Населення — 40 184 особи (2020).

## Історія

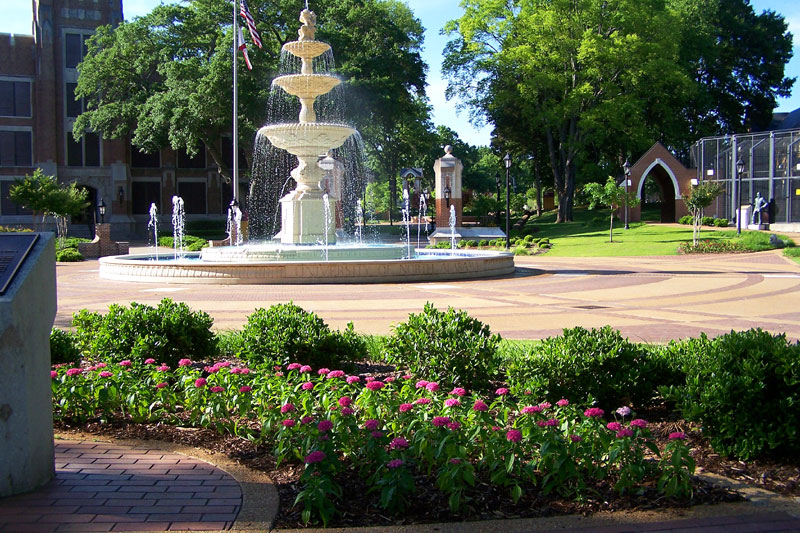
Площа на території Північноалабамського університету

Засноване у 1818 році. Статус міста з 1826 року.
Флоренс — батьківщина джазового композитора Вільяма Генді (музей).

## Географія
Флоренс розташований на річці Теннессі за координатами 34°49′49″ пн. ш. 87°39′58″ зх. д. / 34.83028° пн. ш. 87.66611° зх. д. (34.830349, -87.666096).  За даними Бюро перепису населення США в 2010 році місто мало площу 67,85 км², з яких 67,33 км² — суходіл та 0,52 км² — водойми.

## Демографія
Згідно з переписом 2010 року, у місті мешкало 39 319 осіб у 17 267 домогосподарствах у складі 9926 родин. Густота населення становила 579 осіб/км².  Було 19299 помешкань (284/км²).
Расовий склад населення:
| - 75,0 % — білих - 19,4 % — чорних або афроамериканців - 1,4 % — азіатів - 0,4 % — корінних американців - 0,1 % — вихідців з тихоокеанських островів - 1,8 % — осіб інших рас |

До двох чи більше рас належало 1,9 %. Частка іспаномовних становила 3,6 % від усіх жителів.
За віковим діапазоном населення розподілялося таким чином: 20,1 % — особи молодші 18 років, 62,6 % — особи у віці 18—64 років, 17,3 % — особи у віці 65 років та старші. Медіана віку мешканця становила 37,1 року. На 100 осіб жіночої статі у місті припадало 85,7 чоловіків;  на 100 жінок у віці від 18 років та старших — 82,5 чоловіків також старших 18 років.
Середній дохід на одне домашнє господарство  становив 49 523 долари США (медіана — 35 731), а середній дохід на одну сім'ю — 65 380 доларів (медіана — 51 713). Медіана доходів становила 41 564 долари для чоловіків та 31 109 доларів для жінок. За межею бідності перебувало 24,6 % осіб, у тому числі 34,9 % дітей у віці до 18 років та 7,6 % осіб у віці 65 років та старших.
Цивільне працевлаштоване населення становило 16 720 осіб. Основні галузі зайнятості: освіта, охорона здоров'я та соціальна допомога — 23,9 %, роздрібна торгівля — 16,0 %, мистецтво, розваги та відпочинок — 12,4 %, виробництво — 12,1 %.

## Економіка
Торговий центр прилеглих районів штатів Алабами, Теннессі та Міссісіпі (бавовна, зернові, соя, тваринництво). Алюмінієвий завод «Лістергілл» (Listerhill), збудований у 1941 році. Виробництво штучних добрив, облицювальної плитки, деревообробка. За 4 кілометри на схід від міста розташована гребля і гідроелектростанція Вілсон (Wilson Dam) (1924), яка входить до системи Керування ресурсами басейну Теннессі (Tennessee Valley Authority). Північноалабамський університет (1872).

## Відомі особистості
В поселенні народився:
- Джонатан Розенбаум (*1943) — американський артхаусний кінокритик
- Бретт Гатрі (* 1964) — американський політик.